# Lâu đài Bouzov
Lâu đài Bouzov (tiếng Séc: hrad Bouzov) là một lâu đài thời Trung cổ, tọa lạc ở làng Bouzov, huyện Olomouc, vùng Olomoucký, Cộng hòa Séc. Công trình này được công nhận là di tích văn hóa cấp quốc gia.

## Lịch sử
Lâu đài nằm trên đồi ở làng Bouzov được đề cập lần đầu tiên qua các văn bản lịch sử với tên gọi là "Buzo von Buzowe" (hay Buso de Busow) vào năm 1317. Trong các thế kỷ tiếp theo, lâu đài thường xuyên thay đổi chủ sở hữu, chẳng hạn như các lãnh chúa của Vildenberg (giữa thế kỷ 14), các lãnh chúa của Kunštát (thế kỷ 15), và các hiệp sĩ Teuton (1696 - 1939).
Vào đầu thế kỷ 20, lâu đài được tái thiết theo phong cách kiến trúc Lãng mạn, chủ yếu là phong cách tân Gothic, với mục đích là tái tạo lại dáng vẻ thời Trung cổ điển hình của công trình này. Kiến trúc sư đảm nhận việc tái thiết lâu đài là Georg von Hauberrisser, giáo sư tại Học viện Mỹ thuật ở Munich.
Lâu đài Bouzov trở thành tài sản nhà nước từ năm 1945. Hiện nay, lâu đài Bouzov được phép mở cửa cho công chúng tham quan và  thường được chọn làm địa điểm quay phim. Năm 2004, bộ phim Đức Napola - Elite für den Führer được ghi hình tại đây.

## Hình ảnh

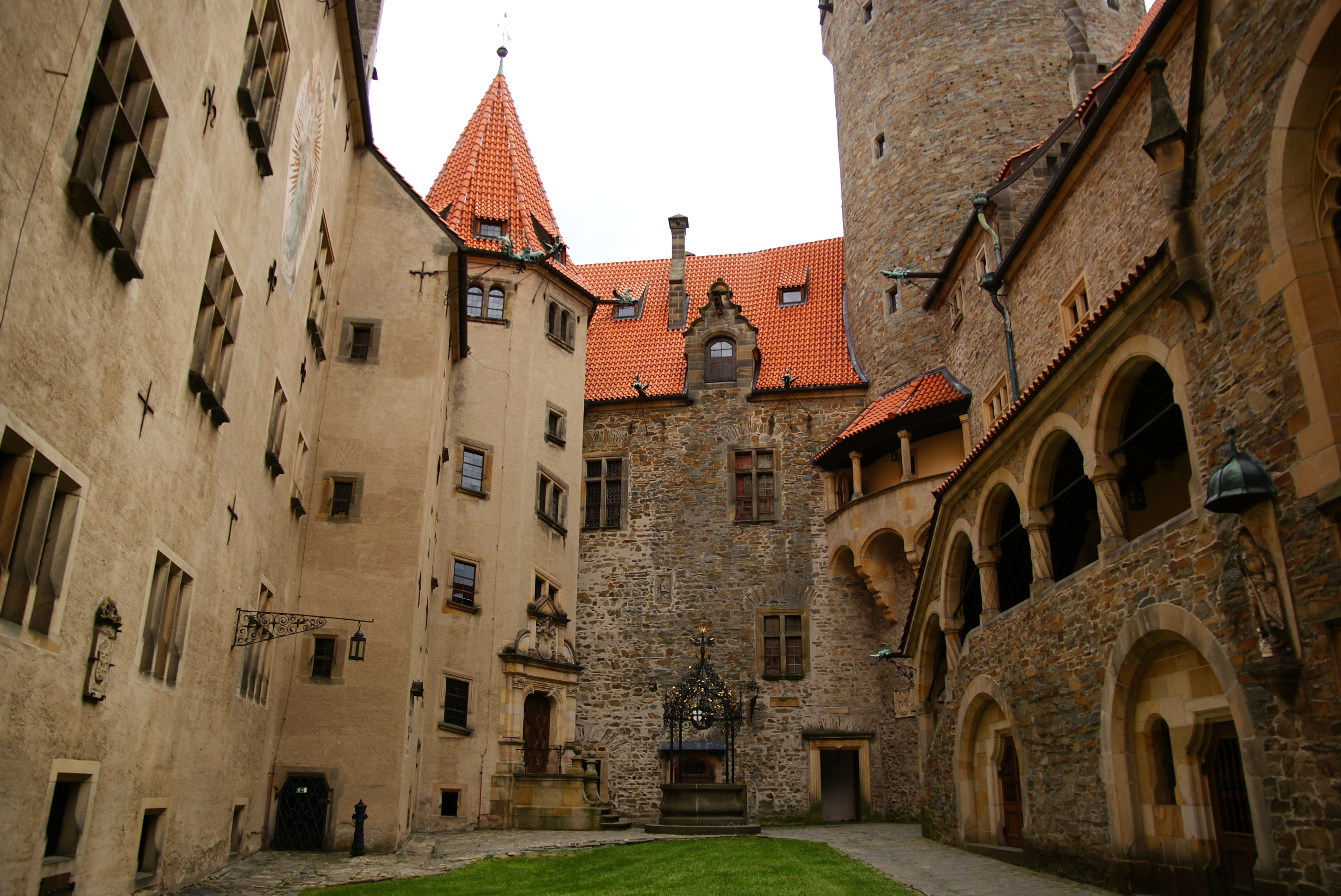
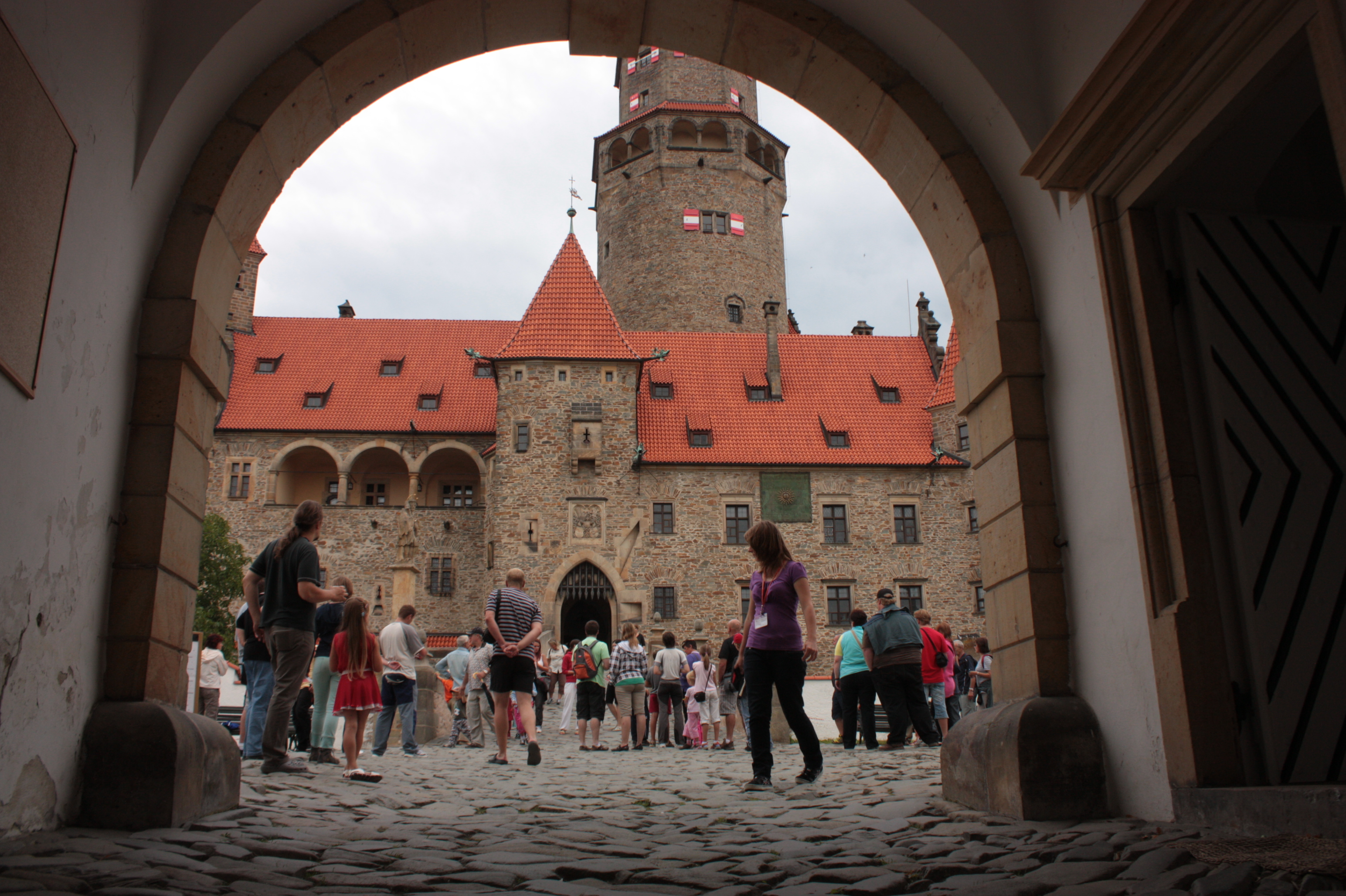
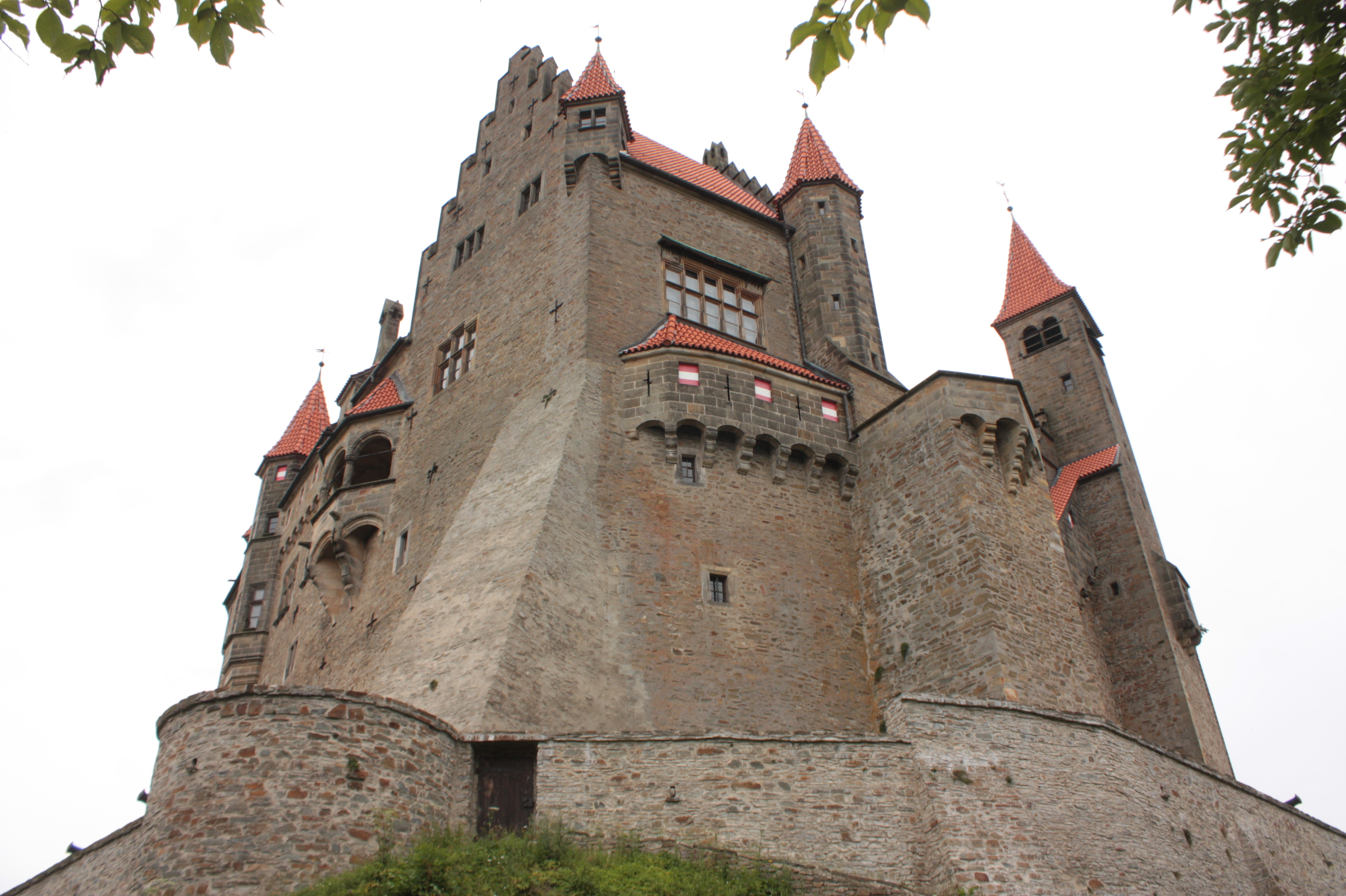